# Kamrater i vapenrocken
Kamrater i vapenrocken är en svensk dramafilm från 1938 i regi av Schamyl Bauman.

## Handling
I en enslig skogsglänta skall en man arkebuseras. Han blir bakbunden och skall just bli skjuten av en grupp soldater, när kameran backar och man ser ett litet teatersällskap, Björn Forells turné, repetera en pjäs. Man har glömt ögonbindeln och gör om scenen. När officeren i pjäsen säger ”ge fyr” börjar det explodera riktiga granater kring sällskapet. Alla rusar till bussen och de kör iväg, men man glömmer den bakbundne skådespelaren Pelle Sundin, som irrar runt tills han kommer ner i en markörgrop. Där befrias han från bindel och rep och följer med de marscherande genom Strängnäs till Kungliga Södermanlands Regemente. De marscherande passerar värnpliktssmitande telearbetaren Loffe som sitter uppe i sin stolpe när de går förbi. Men när Loffe kommer ner till marken blir han arresterad för smitning.
Pelle har tagit sig in med de värnpliktiga och träffar nyinkallade Tage Fredman, som ger honom nycklarna till sin privatbostad på stan. Dit kan han gå och låna en kostym om han är tyst och inte väcker Tages tant Laura. Denna välgörenhetstant brukar sova med revolver under huvudkudden
Turnésällskapet är i staden och Pelle går därför först till teatern iförd uniform och får då reda på av en vaktmästare att föreställningen är inställd och truppen dragit vidare med lånade pengar. Men det var ingen skada, säger han. Det var en befrielse att slippa en sådan usel pjäs och den som orsakat det hela genom sin bortovaro, Pelle Sundin, som var en lika usel aktör. Pelle fortsätter till tant Laura men blir överraskad av henne. Hon hotar först med revolvern men bjuder sedan på mat och sprit eftersom hon tror han är en vanlig tjuv och säger sig ömma för de arma och betryckta i samhället. Pelle smyger iväg till regementet igen och smiter in genom vakten och får löfte om att stanna till vidare. Han är glad över att ha mat och husrum. Han antyder för kamraterna på luckan att det inte är någon sinekur att vara halvsvältande skådespelare i ett tredje rangens teatersällskap.
De hälsas av sin nye plutonchef, löjtnant Gunnar Skanse, vilken visar sig vara en gammal bekant till Pelle, vilket gör att de kan umgås som vänner utanför tjänsten. Gunnar är en modern typ av officer som vid flera tillfällen får åskådliggöra att han håller på kamratskap och renhårighet. Han har emellertid privata problem. Han har tidigare varit kär i byggmästardottern Sonja Lindgren, vars far lånat honom pengar till hans officersutbildning. Nu har kärleken svalnat och Gunnar förälskat sig i tant Lauras skyddsling, Annika Gårdeman.
En kväll träffar han Sonja för att göra slut, men hans avskedskram iakttas av Lauras anställde Manfred, vilken för det vidare till Annika och Laura. Laura säger åt den nu något svartsjuka Annika att hålla Gunnar på halster. Laura säger att militärer dansar man och flörtar med men man gifter sig inte med dem i första taget. När han ringer, låtsas Annika att man håller en orgieliknande fest där hon befinner sig.
Regementet skall ha slutmanöver och Gunnars pluton blir förlagd till Tuna gård där Annika residerar. Hon verkar ointresserad av hans närvaro och Gunnar säger till Pelle att här har krigstillstånd redan inträtt. Pelle får i uppdrag att söka upp Sonja och Sonjas far och han återvänder med det dystra beskedet att byggmästaren sagt upp lånet. Gunnar har fyra dagar på sig att betala tillbaka alla pengar och han ser slutet på sin officersbana nalkas.
Pelle, Loffe och Tage enas om att försöka hjälpa sin renhårige överordnade. Tage har först erbjudit sin hjälp, han skall inom kort bli myndig och få pengar men Gunnar menar att det går inte. En underordnad menig kan inte hjälpa en officer. Man försöker övertala Annika att ställa upp. Hon är först kallsinnig men ångrar sig och åker in till staden och tar de pengar som Laura brukar ha instoppade i sitt gökur, något som Loffe också planerat. Annika uppsöker därefter Sonja men hon råder Annika att inte låta pengar komma dem emellan, det har hon bitter erfarenhet av. Gör som ni vill, säger hon, men låt aldrig Gunnar i så fall få reda på det. Annika smyger sig på övningsområdet förklädd till soldat och söker upp Gunnar. De verkar först försonas men när hon antyder att hon skall hjälpa honom ekonomiskt svalnar hans känslor igen. I stället säger han att han skall gå till översten och begära avsked.
Manövern går av stapeln och Loffe och de andra i Skanses pluton utmärker sig med att spränga en bro på riktigt, vilket inte riktigt var i enlighet med manöverplanerna, men de får ändå beröm för att ha visat prov på stor självständighet och initiativförmåga. Plutonen och Skanse avtackas offentligt på slutdagen. Annika söker upp översten och berättar om sitt problem. Denne lovar ordna saken och säger att varken Annika eller regementet kan undvara sin löjtnant. När Gunnar kommer överlämnar därför översten befälet till fröken Gårdeman.

## Om filmen
Filmen premiärvisades 28 januari 1938 på biograf Röda Kvarn i Strängnäs. Den spelades in vid Irefilms ateljé i Stockholm med exteriörer från Strängnäs med omnejd av Willy Goldberger och Olle Comstedt. 
Kamrater i vapenrocken har visats i SVT, bland annat 1998, 2008, 2016 och i juni 2020.

## Roller i urval
- Gösta Cederlund – överste Skyller, regementschefen
- Fritiof Billquist – löjtnant Gunnar Skanse, plutonchef
- Sigge Fürst – sergeant Swärdt
- Elof Ahrle – Loffe Holm, telearbetare
- Sture Lagerwall – Pelle Sundin, skådespelare
- Tord Bernheim – Tage Fredman, beväring
- Henrik Dyfverman – Daniel Lundqvist, beväring
- Tollie Zellman – Laura Fredman
- Annalisa Ericson – Annika Gårdeman
- Nils Hultgren – Manfred, anställd hos Laura Fredman
- Solveig Hedengran – Greta, Lauras hembiträde
- Anna Lindahl – Sonja Lindström, Skanses före detta kärlek
- Axel Högel – teatervaktmästaren
- Frithiof Bjärne – osympatisk beväring
- Åke Grönberg – Bonzo, Loffes arbetskamrat

## Musik i filmen
- Vi är här för att, kompositör och text Jacques Armand, sång Tord Bernheim, Henrik Dyfverman, Åke Uppström, Elof Ahrle, samt en okänd sångare som dubbar Sture Lagerwall
- Kungliga Södermanlands regementes marsch, kompositör Carl Axel Lundvall, instrumental
- Fyra pinnar muck, sång Henrik Dyfverman, Tord Bernheim och Elof Ahrle
- Kamrater i vapenrocken, kompositör och text Jacques Armand, instrumental